# Роговая стружка

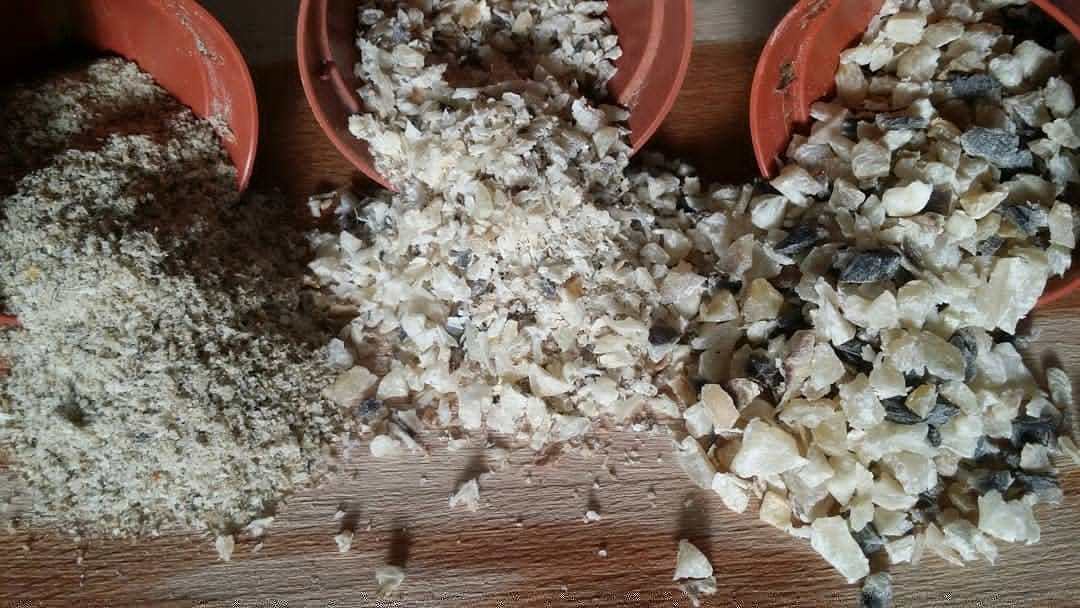
Роговая стружка: фракции

Роговая стружка — удобрение, которое изготавливается методом измельчения рогов и копыт крупного рогатого скота.

## Изготовление
Перед измельчением рогокопытное сырье подвергается процессу пастеризации — тепловой обработке в течение 60 минут при температуре не менее 70 °C. При этом происходит уничтожение бактерий, а само сырьё теряет эластичность и становится ломким. Получаемую массу размалывают и используют в виде удобрения.

## Описание
Содержание азота вариирует от 14 % до 18 %. Соединения азота возникают по мере разложения кератина, составляющего основу рогов и копыт. Преимущество этого вещества по сравнению с минеральными формами азота в том, что кератин разлагается постепенно под воздействием почвенных микроорганизмов, при этом постепенно освобождается азот в усвояемой форме. В связи с этим он не накапливается в значительных количествах и быстро потребляется растениями по мере освобождения. Это делает химический ожог растений невозможным даже при передозировке удобрения. Особо стоит отметить, что кератин не только не накапливает антибиотики, входящие в состав животных кормов, но также, состоя из мертвых клеток и не имея нервных тканей, не несет опасности заражения ТГЭ/ГЭКРС (коровье бешенство).
Кроме азота, этот вид органики богат такими жизненноважными для растения питательными веществами, как фосфор, калий, натрий, кальций, сера, бор, железо, магний, медь, цинк.
Кроме в питательных веществ в состав роговой стружки входит органическая субстанция, которая улучшает структуру почвы, её водный, воздушный и температурный режимы и способствует развитию полезных почвенных микроорганизмов, живущих в симбиозе с корнями растений, что способствует улучшению плодородного слоя почвы.
Срок разложения роговой стружки зависит от фракции, то есть величины частиц. Как правило, применяют 3 вида:
Роговая мука действует практически немедленно после внесения. Эта фракция больше подходит как для быстро растущих культур, таких как салат, редис, укроп, петрушка и т. д., так и для подкормки всех видов овощных и декоративных культур в период роста и созревания;
Роговая крупа, срок разложения 4-6 месяца. Ею удобряют однолетние растения;
Роговая стружка крупного помола На вид не крупнее горошины, снабжает растение в течение 2 лет и подходит для посадки плодово-ягодных и декоративных кустарников и деревьев, хвойных, а также для закладки газона.
Роговой стружкой удобряют также горшечные растения. Заделка стружки в нижней части горшка уменьшает опасность возникновения повреждений при прорастании семян и поражения листовыми комариками.
В американских странах роговая стружка применяется в экологическим земледелии, озеленении, в любительском садоводстве и огородничестве.